# سكواد (لعبة فيديو)
سكواد (بالإنجليزية: Squad)‏ هي لعبة فيديو من نوع تصويب منظور الشخص الأول وأحداثها في العصر الحديث تم تطويرها بواسطة الاستوديو الكندي أوف ورلد أيندستوريس. تتميز اللعبة بالعديد من الفصائل المسلحة بما في ذلك قوات المتمردين والجيوش الوطنية، صدرت اللعبة في تاريخ 15 ديسمبر 2015.

## التطوير
تم إعلان عن تطوير لعبة سكواد في أكتوبر 2014، عندما قام مطورين مشروع "Reality Sniperdog"، بنشر مشاركة في منتديات "Reality Project" ونشر الأخبار التي تفيد بأن فريق من خمسة عشر شخصاً كان يطور اللعبة باستخدام محرك أنريل إنجن.

## كيك ستارتر
بدأت حملة كيك ستارتر في 26 مايو 2015، وتضم ستة مستويات من الداعمين مع العديد من المكافآت، بعد خمسة أيام من إطلاق الحملة جمع ما يقارب من 200,000 دولار.